# = (album)
Albums de Ed Sheeran
No.6 Collaborations Project
(2019) -
(2023)
Singles
1. Bad Habits
Sortie : 25 juin 2021
2. Shivers
Sortie : 10 septembre 2021
3. Overpass Graffiti
Sortie : 29 octobre 2021

= (« equals ») est le cinquième album studio du chanteur Ed Sheeran, sorti en 2021 chez Asylum Records et Atlantic Records.

## Historique
Le 18 août 2021, Ed Sheeran déclare qu'une « grande annonce » sera faite le lendemain. Le 19 août, il annonce donc sur les réseaux sociaux la sortie d'un nouvel album le 29 octobre. Il décrit ce nouveau projet comme un album « vraiment personnel et qui compte beaucoup pour moi », évoquant les récents changements dans sa vie : son mariage, la naissance de sa fille et plusieurs autres évènements personnels. Le titre Visiting Hours est dévoilé peu après l'annonce de la sortie de l'album.

## Singles
Le premier single, Bad Habits, sort le 25 juin 2021. Il se classe rapidement 1er au UK Singles Chart et 2e au Billboard Hot 100. Bad Habits reste au somment du hit-parade britannique durant 11 semaines et est la chanson la plus jouée à la radio britannique en 2021.
Le single promotionnel Visiting Hours sort le 19 août 2021.
Shivers est dévoilé le 10 septembre 2021. Le titre se classe également à la 1re place du UK Singles Chart, détrônant Bad habits, et au 4e rang du Billboard Hot 100, devenant son 9e top 10 dans ce pays.
Overpass Graffiti est publié le 29 octobre 2021,.
Au Royaume-Uni, outre Bad habits et Shivers, l'album a généré plusieurs chansons classées dans le top 10 en 2021 et 2022 : Visiting hours (no 5), Overpass Graffiti (no 4), The Joker and the Queen, avec la chanteuse américaine Taylor Swift (no 2), et 2Step (no 9). En France, Bad habits est certifié diamant en décembre 2021, Shivers est également certifié diamant, en mai 2022, et 2step est certifié or, en 2022 aussi, puis platine en février 2023.
Le 8 février 2022, lors des Brits Awards 2022, Ed Sheeran surprend en interprétant en live une toute nouvelle version de Bad Habits en collaboration avec le groupe de metal britannique Bring Me The Horizon. Cette version rock/metal fait rapidement le tour d'internet, à tel point que les fans des deux artistes réclament une version studio. La chanson sort officiellement sur les plateformes de streaming le 17 février 2022. Elle est intégrée dans une version numérique plus longue de l'album, appelée tour édition et sortie en mai 2022. Elle contient neuf morceaux supplémentaires, dont quatre nouveaux.

## Accueil
= reçoit des critiques partagées. Sur l'agrégateur américain Metacritic, il obtient une moyenne de 59 sur 100 pour 12 critiques.
Sur le plan commercial, l'album s'en sort mieux. Il débute directement no 1 au Royaume-Uni, avec 139 000 exemplaires vendus la première semaine. Il s'agit alors du meilleur démarrage de l'année au Royaume-Uni pour un album et du 5e album d'Ed Sheeran à atteindre cette première place. Deux autres albums sont cependant des succès plus massifs dans les semaines suivantes dans ce pays, Voyage d'ABBA et 30 de la chanteuse Adele.
= débute également à la 1re place du Billboard 200, le 4e album no 1 pour le chanteur sur le sol américain. L'album s'écoule à un équivalent de 118 000 exemplaires (équivalence avec les téléchargements et le streaming) avec 68 000 ventes physiques.
L'album rencontre en 2021 et 2022 un succès notable en Europe, au Canada et en Océanie, moindre cependant aux États-Unis. Au Royaume-Uni, l'album termine l'année 2021 à la seconde place des meilleures ventes annuelles derrière l'album 30 d'Adele (600 000 exemplaires contre 432 000 copies pour Ed Sheeran). Un an après sa sortie, il atteint les 800 000 exemplaires vendus dans ce pays, fin octobre 2022. Après + (Plus), x (Multiply) et ÷ (Divide), Equals devient alors son quatrième album à dépasser les 52 semaines consécutives (soit au moins une année) de présence dans les dix meilleures ventes des charts britanniques ; c'est un autre record battu par Ed Sheeran : il est le premier artiste à réussir cela dans son pays. Auparavant, seul le duo américain Simon and Garfunkel avait vu deux de ses albums atteindre chacun un an de présence consécutive dans le top 10 britannique. L'album est encore la deuxième meilleure vente d'albums en 2022, derrière Harry's House d'Harry Styles. Les ventes de l'album atteignent les 900 000 exemplaires (triple platine) fin février 2023. Elles dépassent le million d'exemplaires début septembre 2023.
À l'échelle mondiale, l'album continue à se vendre sur la durée. Il est ainsi la 10e vente mondiale pour l'année 2022 selon le classement de la Fédération internationale de l'industrie phonographique (IFPI pour l'acronyme anglais). En France, l'album est certifié double platine en juin 2022 pour 200 000 exemplaires vendus et certifié triple platine début avril 2023 pour 300 000 exemplaires vendus.
Les ventes ont cependant beaucoup baissé dans la plupart des pays par rapport aux albums précédents ; c'est en partie dû à la transformation du marché de la musique enregistrée, marquée par une forte baisse des ventes d'albums physiques, en CD essentiellement, qui n'est pas compensée par la hausse du streaming. En Australie, Bad Habits est dix fois platine et Shivers 8 fois platine (mai 2023) mais l'album n'est certifié que platine. En Italie, Bad Habits est 4 fois platine (en 2023), Shivers 3 fois platine (2024) et 2step platine mais l'album n'est de même que platine, en 2022. En Espagne, Bad Habits est triple platine (2024), Shivers double platine (2024) mais l'album n'est certifié qu'or, en 2022. En Allemagne, Bad Habits est diamant pour un million d'exemplaires (avril 2023) et Shivers double platine mais l'album n'est certifié platine qu'à la fin de l'année 2024, pour 200 000 ventes. Aux États-Unis, Bad habits a été no 2 durant 2 semaines (titre certifié platine en 2021, triple platine en septembre 2023) et Shivers no 4 dans le classement du Billboard Hot 100 (titre certifié double platine en septembre 2023). Les singles suivants n'ont en revanche pas atteint le top 20. L'album n'est certifié platine qu'en septembre 2023. Il est cependant certifié quatre fois platine au Canada en octobre 2023 tandis que Shivers est certifiée diamant en mars 2025 dans ce pays.
En France, l'album est certifié double platine en juin 2022 (200 000 exemplaires vendus) puis triple platine début avril 2023 pour 300 000 équivalents ventes. Bad Habits est certifié diamant en décembre 2021, Shivers est également certifié diamant, en mai 2022, et 2step est certifié or, en 2022 aussi, puis platine en février 2023. Ed Sheeran est l'artiste le plus diffusé à la radio française en 2022, grâce notamment à deux no 1 en radio issus de l'album, Shivers et 2step, mais aussi grâce à sa collaboration au titre Bam Bam de la chanteuse Camila Cabello (titre le plus diffusé cette année-là, ce duo occupa la première place du classement hebdomadaire durant 9 semaines) et à d'autres titres. L'année précédente, Bad Habits avait été no 1 des diffusions radio durant 5 semaines.

## Liste des titres
| 1.    | Tides                   | - Ed Sheeran - Johnny McDaid - Foy Vance                                                           | - Sheeran - Vance - Joe Rubel - McDaid          | 3:15 |
| 2.    | Shivers                 | - Sheeran - McDaid - Kal Lavelle - Steve Mac                                                       | - Sheeran - Fred - Steve Mac                    | 3:27 |
| 3.    | First Times             | - Sheeran - David Hodges - Fred                                                                    | - Sheeran - Fred                                | 3:05 |
| 4.    | Bad Habits              | - Sheeran - McDaid - Fred                                                                          | - Sheeran - McDaid - Fred - Parisi (add.)       | 3:51 |
| 5.    | Overpass Graffiti       | - Sheeran - McDaid - Fred                                                                          | - Sheeran - McDaid - Fred                       | 3:56 |
| 6.    | The Joker and the Queen | - Sheeran - McDaid - Fred - Sam Roman                                                              | - Sheeran - McDaid - Fred - Romans              | 3:05 |
| 7.    | Leave Your Life         | Sheeran                                                                                            | - Sheeran - Elvira Anderfjärd                   | 3:43 |
| 8.    | Collide                 | - Sheeran - McDaid - Fred - Ben Kweller                                                            | - Sheeran - McDaid - Fred - Benji Gibson (add.) | 3:30 |
| 9.    | 2step                   | - Sheeran - Hodges - Louis Bell - Andrew Wotman                                                    | - Bell - Watt                                   | 2:33 |
| 10.   | Stop the Rain           | Sheeran                                                                                            | - Sheeran - Rubel - Fred                        | 3:23 |
| 11.   | Love in Slow Motion     | - Sheeran - McDaid - Natalie Hemby                                                                 | - Sheeran - McDaid - Fred - Rubel (add.)        | 3:10 |
| 12.   | Visiting Hours          | - Sheeran - McDaid - Amy Wadge - Anthony Clemons - Kim Lang Smith - Michael Pollack - Scott Carter | - Sheeran - McDaid - Parisi (add.)              | 3:35 |
| 13.   | Sandman                 | - Sheeran - McDaid                                                                                 | - Sheeran - McDaid                              | 4:19 |
| 14.   | Be Right Now            | - Sheeran - McDaid - Fred                                                                          | - Sheeran - McDaid - Fred - Parisi (add.)       | 3:31 |
| 48:23 |                         | |                                                 |      |

| Titre bonus - Japon | Titre bonus - Japon | Titre bonus - Japon       | Titre bonus - Japon         | Titre bonus - Japon | Titre bonus - Japon | Titre bonus - Japon | Titre bonus - Japon | Titre bonus - Japon | Titre bonus - Japon |
| No                  | Titre               | Auteur                    | Producteurs                 | Durée               |                     |                     |                     |                     |                     |
| ------------------- | ------------------- | ------------------------- | --------------------------- | ------------------- | ------------------- | ------------------- | ------------------- | ------------------- | ------------------- |
| 15.                 | Afterglow           | - Sheeran - Hodges - Fred | - Sheeran - Hodges - Parisi | 3:05                |                     |                     |                     |                     |                     |
| 51:28               |                     |                           |                             |                     |                     |                     |                     |                     |                     |

| 15. | Overpass Graffiti (version live NPR Tiny Desk) | - Sheeran - McDaid - Fred                                       |  | 4:01 |
| 16. | Shivers (version live NPR Tiny Desk)           | - Sheeran - McDaid - Lavelle - Mac                              |  | 3:51 |
| 17. | Visting Hours (version live NPR Tiny Desk)     | - Sheeran - McDaid - Wadge - Clemons - Smith - Pollack - Carter |  | 3:49 |

| Christmas Edition | Christmas Edition                           | Christmas Edition                                                                                  | Christmas Edition                               | Christmas Edition | Christmas Edition | Christmas Edition | Christmas Edition | Christmas Edition | Christmas Edition |
| No                | Titre                                       | Auteur                                                                                             | Producteurs                                     | Durée             |                   |                   |                   |                   |                   |
| ----------------- | ------------------------------------------- | -------------------------------------------------------------------------------------------------- | ----------------------------------------------- | ----------------- | ----------------- | ----------------- | ----------------- | ----------------- | ----------------- |
| 1.                | Merry Christmas (avec Elton John)           | - Sheeran - John - Mac                                                                             | Mac                                             | 3:28              |                   |                   |                   |                   |                   |
| 2.                | Tides                                       | - Ed Sheeran - Johnny McDaid - Foy Vance                                                           | - Sheeran - Vance - Joe Rubel - McDaid          | 3:15              |                   |                   |                   |                   |                   |
| 3.                | Shivers                                     | - Sheeran - McDaid - Kal Lavelle - Steve Mac                                                       | - Sheeran - Fred - Steve Mac                    | 3:27              |                   |                   |                   |                   |                   |
| 4.                | First Times                                 | - Sheeran - David Hodges - Fred                                                                    | - Sheeran - Fred                                | 3:05              |                   |                   |                   |                   |                   |
| 5.                | Bad Habits                                  | - Sheeran - McDaid - Fred                                                                          | - Sheeran - McDaid - Fred - Parisi (add.)       | 3:51              |                   |                   |                   |                   |                   |
| 6.                | Overpass Graffiti                           | - Sheeran - McDaid - Fred                                                                          | - Sheeran - McDaid - Fred                       | 3:56              |                   |                   |                   |                   |                   |
| 7.                | The Joker and the Queen (avec Taylor Swift) | - Sheeran - McDaid - Fred - Sam Roman                                                              | - Sheeran - McDaid - Fred - Romans              | 3:05              |                   |                   |                   |                   |                   |
| 8.                | Leave Your Life                             | Sheeran                                                                                            | - Sheeran - Elvira Anderfjärd                   | 3:43              |                   |                   |                   |                   |                   |
| 9.                | Collide                                     | - Sheeran - McDaid - Fred - Ben Kweller                                                            | - Sheeran - McDaid - Fred - Benji Gibson (add.) | 3:30              |                   |                   |                   |                   |                   |
| 10.               | 2step                                       | - Sheeran - Hodges - Louis Bell - Andrew Wotman                                                    | - Bell - Watt                                   | 2:33              |                   |                   |                   |                   |                   |
| 11.               | Stop the Rain                               | - Sheeran - Rubel - Fred                                                                           |                                                 | 3:23              |                   |                   |                   |                   |                   |
| 12.               | Love in Slow Motion                         | - Sheeran - McDaid - Natalie Hemby                                                                 | - Sheeran - McDaid - Fred - Rubel (add.)        | 3:10              |                   |                   |                   |                   |                   |
| 13.               | Visiting Hours                              | - Sheeran - McDaid - Amy Wadge - Anthony Clemons - Kim Lang Smith - Michael Pollack - Scott Carter | - Sheeran - McDaid - Parisi (add.)              | 3:35              |                   |                   |                   |                   |                   |
| 14.               | Sandman                                     | - Sheeran - McDaid                                                                                 | - Sheeran - McDaid                              | 4:19              |                   |                   |                   |                   |                   |
| 15.               | Be Right Now                                | - Sheeran - McDaid - Fred                                                                          | - Sheeran - McDaid - Fred - Parisi (add.)       | 3:31              |                   |                   |                   |                   |                   |
| 51:52             |                                             | |                                                 |                   |                   |                   |                   |                   |                   |

| Tour Edition | Tour Edition                                     | Tour Edition                                           | Tour Edition | Tour Edition | Tour Edition | Tour Edition | Tour Edition | Tour Edition | Tour Edition |
| No           | Titre                                            | Producer(s)                                            | Durée        |              |              |              |              |              |              |
| ------------ | ------------------------------------------------ | ------------------------------------------------------ | ------------ | ------------ | ------------ | ------------ | ------------ | ------------ | ------------ |
| 15.          | Afterglow                                        | - Sheeran - Hodges - Parisi                            | 3:05         |              |              |              |              |              |              |
| 16.          | One Life (from Yesterday)                        | - Sheeran - Mac                                        | 3:57         |              |              |              |              |              |              |
| 17.          | Penguins (from Yesterday)                        | - Sheeran - McDaid                                     | 4:09         |              |              |              |              |              |              |
| 18.          | I Will Remember You                              | - Sheeran - Rubel                                      | 3:35         |              |              |              |              |              |              |
| 19.          | Welcome to the World                             | Rubel                                                  | 2:57         |              |              |              |              |              |              |
| 20.          | The Joker and the Queen (featuring Taylor Swift) | - Sheeran - McDaid - Fred - Romans                     | 3:05         |              |              |              |              |              |              |
| 21.          | 2step (featuring Lil Baby)                       | - Bell - Watt                                          | 2:43         |              |              |              |              |              |              |
| 22.          | Bad Habits (featuring Bring Me the Horizon)      | - Sheeran - McDaid - Fred - Jordan Fish - Oliver Sykes | 4:11         |              |              |              |              |              |              |
| 23.          | Peru (avec Fireboy DML)                          | - Shizzi - Kolten Perine                               | 3:07         |              |              |              |              |              |              |
| 24.          | 2step (featuring Potter Payper (en))             | - Bell - Watt                                          | 2:33         |              |              |              |              |              |              |
| 85:13        |                                                  |                                                        |              |              |              |              |              |              |              |

| French Edition | French Edition                | French Edition                          | French Edition | French Edition | French Edition | French Edition | French Edition | French Edition | French Edition |
| No             | Titre                         | Producer(s)                             | Durée          |                |                |                |                |                |                |
| -------------- | ----------------------------- | --------------------------------------- | -------------- | -------------- | -------------- | -------------- | -------------- | -------------- | -------------- |
| 15.            | 2step (featuring Leto)        | - Bell - Watt                           | 2:34           |                |                |                |                |                |                |
| 16.            | Peru (avec Fireboy DML)       | - Shizzi - Kolten Perine                | 3:07           |                |                |                |                |                |                |
| 17.            | Call on Me (avec Vianney)     | - Sheeran - Vianney                     | 3:21           |                |                |                |                |                |                |
| 18.            | Bam Bam (avec Camila Cabello) | - Reed - Barrera - Alara - Daniel Uribe | 3:26           |                |                |                |                |                |                |
| 60:51          |                               |                                         |                |                |                |                |                |                |                |

## Clips vidéos
- Bad Habits : 25 juin 2021
- Shivers : 10 septembre 2021
- Overpass Graffiti : 29 octobre 2021
- Merry Christmas (feat. Elton John) : 3 décembre 2021
- The Joker and the Queen (feat. Taylor Swift) : 11 février 2022
- 2step (feat. Lil Baby) : 22 avril 2022